# Mahiro Yoshitake
Mahiro Yoshitake (jap. 吉武まひろ Yoshitake Mahiro; ur. 28 lutego 2002) – japońska zapaśniczka walcząca w stylu wolnym. Złota medalistka mistrzostw Azji w 2024 i srebrna w 2023. Mistrzyni świata juniorów w 2022 roku.